# فرودگاه صحرایی پیئکسامکی
فرودگاه صحرایی پیئکسامَکی (به انگلیسی: Pieksämäki Airfield) (به زبان بومی: Pieksämäen lentokenttä) یک فرودگاه همگانی است که یک باند فرود آسفالت و شن دارد و طول باند آن ۷۴۰ متر است. این فرودگاه در کشور فنلاند قرار دارد و در ارتفاع ۱۱۹ متری از سطح دریا واقع شده است.